# Metazygia carolinalis
Espèce
Synonymes
- Epeira carolinalis Archer, 1951

Metazygia carolinalis est une espèce d'araignées aranéomorphes de la famille des Araneidae.

## Distribution
Cette espèce est endémique de Caroline du Nord aux États-Unis,.

## Description
La femelle décrite par Levi en 1977 mesure 11,0 mm.

## Étymologie
Son nom d'espèce lui a été donné en référence au lieu de sa découverte, la Caroline du Nord.

## Publication originale
- Archer, 1951 : Studies in the orbweaving spiders (Argiopidae). 1. American Museum novitates, no 1487, p. 1-52 (texte intégral).